# Фігура (шахи)

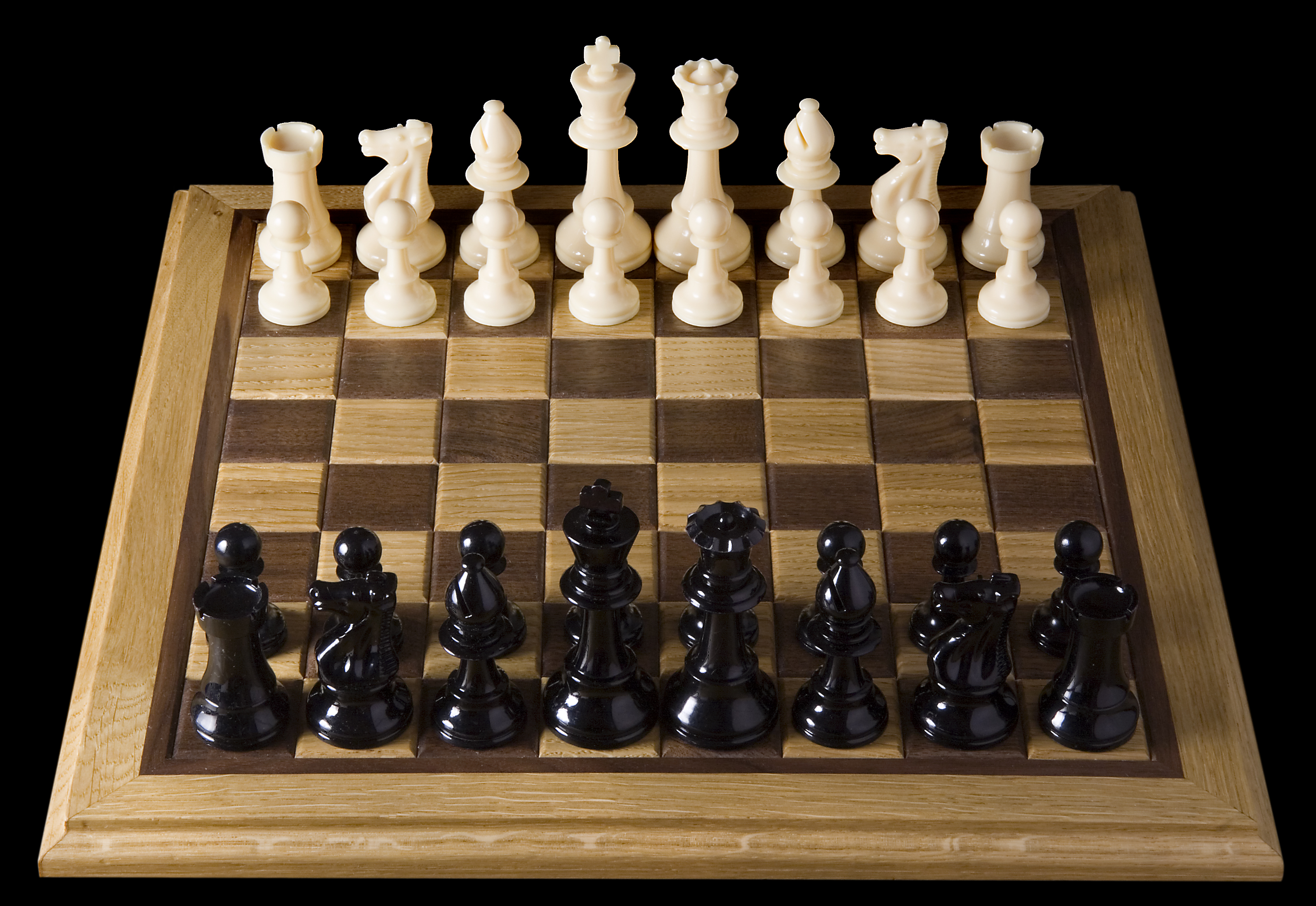
Розстановка фігур на початку партії

В шахах існує шість типів фігур — король, ферзь, тура, слон, кінь та пішак. На початку гри кожен з суперників має на шахівниці по 16 фігур: по одному королю та ферзю, по два слони, коня і тури та по вісім пішаків.

## Фігури

- Король — найважливіша фігура на шахівниці, адже метою гри є його захист від атак фігур суперника задля попередження мату (тобто програшу партії). На початку партії займає поле e1 (для білих) або e8 (для чорних). Король може переміщуватись на одну клітину в будь-якому напрямку (по вертикалі, горизонталі чи діагоналі), б'є фігури в тому ж напрямку, як і здійснює ходи. До першого свого ходу король разом з турою може брати участь в рокіровці. Зазвичай король є пасивною фігурою в дебюті та мітельшпілі, в ендшпілі він стає активнішим, оскільки імовірність мату в кінці партії зменшується. Традиційно король є найвищою фігурою на шахівниці.

- Ферзь (інші назви — Королева, Дама) — найсильніша фігура на шахівниці. На початку партії ферзь розміщується поряд з королем на полі d1 (для білих) або d8 (для чорних). Ферзь може переміщуватись на будь-яку кількість вільних клітинок у будь-якому напрямку (по вертикалі, горизонталі або діагоналі), б'є фігури в тому ж напрямку, як і здійснює ходи. За своєю силою ферзь приблизно дорівнює двом турам або трьом легким фігурам. Під час гри на шахівниці одночасно може перебувати декілька ферзів одного кольору, що зумовлено перетворенням пішака, що досяг останньої горизонталі.

- Тура — друга за силою фігура на шахівниці. На початку партії тури розміщуються на полях a1 і h1 (для білих) та a8 і h8 (для чорних). Тура може переміщуватися на будь-яку кількість вільних клітинок по горизонталі чи вертикалі, б'є фігури в тому ж напрямку, як і здійснює ходи. До свого першого ходу тура разом з королем може брати участь в рокіровці. За своєю силою тура приблизно дорівнює легкій фігурі разом з 1-2 пішаками, дві тури дорівнюють ферзю або трьом легким фігурам.

- Слон (інші назви Офіцер) — третя за силою фігура на шахівниці. На початку партії займає поля c1 і f1 (для білих) та c8 і f8 (для чорних). Слон може переміщуватись на будь-яку кількість вільних клітинок по діагоналі, б'є фігури в тому ж напрямку, як і здійснює ходи. Розрізняють чорнопольного (той, що займає чорне поле на початку партії) та білопольного (той, що займає біле поле) слонів. За своєю силою приблизно дорівнює коню або трьом пішакам.

- Кінь — єдина фігура на шахівниці, яка здатна «перестрибувати» через фігури. На початку партії займає поля b1 і g1 (для білих) та b8 і g8 (для чорних). Кінь може здійснювати і бити фігури суперника Г-подібними ходами, тобто рухом на два поля вперед (назад) і на одне вбік. При кожному ході кінь змінює колір поля. Кінь може атакувати 8, 4 (на краю) або 2 (в кутку шахівниці) поля. За своєю силою приблизно дорівнює слону або трьом пішакам.

- Пішак — найслабша шахова фігура. На початку партії пішаки займають поля з a2 до h2 (для білих) та з a7 до h7 (для чорних). Пішак може здійснювати ходи на одне поле вперед або на два поля по вертикалі, якщо він знаходиться на своїй початковій позиції. Взяття пішаком фігур суперника здійснюється його переміщенням на одне поле вперед по діагоналі. Якщо пішак здійснює хід на два поля вперед і поруч з ним на горизонталі опиняється пішак суперника, то остання може здійснити взяття на проході. При досягненні пішаком останньої горизонталі він обмінюється на будь-яку фігуру, крім короля. Відповідно до того, попереду якої фігури стоїть пішак, розрізняють королівські, ферзьові, слонові, кінні та турові пішаки. Пішаки, що займають поля d2 і e2 та d7 і e7 називають центральними, ті, що займають поля a2 і h2 та a7 і h7 — крайніми. Крім того розрізняють прохідні, ізольовані, зв'язані, відсталі, здвоєні, блоковані та висячі пішаки.

## Ударна сила
| Фігура | Центр | Край | В куті |
| ------ | ----- | ---- | ------ |
| Пішак  | 2     | 1    | —      |
| Кінь   | 8     | 4    | 2      |
| Слон   | 13    | 7    | 7      |
| Тура   | 14    | 14   | 14     |
| Ферзь  | 27    | 21   | 21     |
| Король | 8     | 5    | 3      |

## Цінність
|   | a | b | c | d | e | f | g | h |   |
| 8 | g8 чорний король · f7 чорний пішак · g7 чорний пішак · e6 чорний пішак · a5 білий пішак · d5 чорний пішак · h5 чорний пішак · d4 білий пішак · h4 білий пішак · g3 білий пішак · f2 білий пішак · g1 білий король | g8 чорний король · f7 чорний пішак · g7 чорний пішак · e6 чорний пішак · a5 білий пішак · d5 чорний пішак · h5 чорний пішак · d4 білий пішак · h4 білий пішак · g3 білий пішак · f2 білий пішак · g1 білий король | g8 чорний король · f7 чорний пішак · g7 чорний пішак · e6 чорний пішак · a5 білий пішак · d5 чорний пішак · h5 чорний пішак · d4 білий пішак · h4 білий пішак · g3 білий пішак · f2 білий пішак · g1 білий король | g8 чорний король · f7 чорний пішак · g7 чорний пішак · e6 чорний пішак · a5 білий пішак · d5 чорний пішак · h5 чорний пішак · d4 білий пішак · h4 білий пішак · g3 білий пішак · f2 білий пішак · g1 білий король | g8 чорний король · f7 чорний пішак · g7 чорний пішак · e6 чорний пішак · a5 білий пішак · d5 чорний пішак · h5 чорний пішак · d4 білий пішак · h4 білий пішак · g3 білий пішак · f2 білий пішак · g1 білий король | g8 чорний король · f7 чорний пішак · g7 чорний пішак · e6 чорний пішак · a5 білий пішак · d5 чорний пішак · h5 чорний пішак · d4 білий пішак · h4 білий пішак · g3 білий пішак · f2 білий пішак · g1 білий король | g8 чорний король · f7 чорний пішак · g7 чорний пішак · e6 чорний пішак · a5 білий пішак · d5 чорний пішак · h5 чорний пішак · d4 білий пішак · h4 білий пішак · g3 білий пішак · f2 білий пішак · g1 білий король | g8 чорний король · f7 чорний пішак · g7 чорний пішак · e6 чорний пішак · a5 білий пішак · d5 чорний пішак · h5 чорний пішак · d4 білий пішак · h4 білий пішак · g3 білий пішак · f2 білий пішак · g1 білий король | 8 |
| 7 | g8 чорний король · f7 чорний пішак · g7 чорний пішак · e6 чорний пішак · a5 білий пішак · d5 чорний пішак · h5 чорний пішак · d4 білий пішак · h4 білий пішак · g3 білий пішак · f2 білий пішак · g1 білий король | g8 чорний король · f7 чорний пішак · g7 чорний пішак · e6 чорний пішак · a5 білий пішак · d5 чорний пішак · h5 чорний пішак · d4 білий пішак · h4 білий пішак · g3 білий пішак · f2 білий пішак · g1 білий король | g8 чорний король · f7 чорний пішак · g7 чорний пішак · e6 чорний пішак · a5 білий пішак · d5 чорний пішак · h5 чорний пішак · d4 білий пішак · h4 білий пішак · g3 білий пішак · f2 білий пішак · g1 білий король | g8 чорний король · f7 чорний пішак · g7 чорний пішак · e6 чорний пішак · a5 білий пішак · d5 чорний пішак · h5 чорний пішак · d4 білий пішак · h4 білий пішак · g3 білий пішак · f2 білий пішак · g1 білий король | g8 чорний король · f7 чорний пішак · g7 чорний пішак · e6 чорний пішак · a5 білий пішак · d5 чорний пішак · h5 чорний пішак · d4 білий пішак · h4 білий пішак · g3 білий пішак · f2 білий пішак · g1 білий король | g8 чорний король · f7 чорний пішак · g7 чорний пішак · e6 чорний пішак · a5 білий пішак · d5 чорний пішак · h5 чорний пішак · d4 білий пішак · h4 білий пішак · g3 білий пішак · f2 білий пішак · g1 білий король | g8 чорний король · f7 чорний пішак · g7 чорний пішак · e6 чорний пішак · a5 білий пішак · d5 чорний пішак · h5 чорний пішак · d4 білий пішак · h4 білий пішак · g3 білий пішак · f2 білий пішак · g1 білий король | g8 чорний король · f7 чорний пішак · g7 чорний пішак · e6 чорний пішак · a5 білий пішак · d5 чорний пішак · h5 чорний пішак · d4 білий пішак · h4 білий пішак · g3 білий пішак · f2 білий пішак · g1 білий король | 7 |
| 6 | g8 чорний король · f7 чорний пішак · g7 чорний пішак · e6 чорний пішак · a5 білий пішак · d5 чорний пішак · h5 чорний пішак · d4 білий пішак · h4 білий пішак · g3 білий пішак · f2 білий пішак · g1 білий король | g8 чорний король · f7 чорний пішак · g7 чорний пішак · e6 чорний пішак · a5 білий пішак · d5 чорний пішак · h5 чорний пішак · d4 білий пішак · h4 білий пішак · g3 білий пішак · f2 білий пішак · g1 білий король | g8 чорний король · f7 чорний пішак · g7 чорний пішак · e6 чорний пішак · a5 білий пішак · d5 чорний пішак · h5 чорний пішак · d4 білий пішак · h4 білий пішак · g3 білий пішак · f2 білий пішак · g1 білий король | g8 чорний король · f7 чорний пішак · g7 чорний пішак · e6 чорний пішак · a5 білий пішак · d5 чорний пішак · h5 чорний пішак · d4 білий пішак · h4 білий пішак · g3 білий пішак · f2 білий пішак · g1 білий король | g8 чорний король · f7 чорний пішак · g7 чорний пішак · e6 чорний пішак · a5 білий пішак · d5 чорний пішак · h5 чорний пішак · d4 білий пішак · h4 білий пішак · g3 білий пішак · f2 білий пішак · g1 білий король | g8 чорний король · f7 чорний пішак · g7 чорний пішак · e6 чорний пішак · a5 білий пішак · d5 чорний пішак · h5 чорний пішак · d4 білий пішак · h4 білий пішак · g3 білий пішак · f2 білий пішак · g1 білий король | g8 чорний король · f7 чорний пішак · g7 чорний пішак · e6 чорний пішак · a5 білий пішак · d5 чорний пішак · h5 чорний пішак · d4 білий пішак · h4 білий пішак · g3 білий пішак · f2 білий пішак · g1 білий король | g8 чорний король · f7 чорний пішак · g7 чорний пішак · e6 чорний пішак · a5 білий пішак · d5 чорний пішак · h5 чорний пішак · d4 білий пішак · h4 білий пішак · g3 білий пішак · f2 білий пішак · g1 білий король | 6 |
| 5 | g8 чорний король · f7 чорний пішак · g7 чорний пішак · e6 чорний пішак · a5 білий пішак · d5 чорний пішак · h5 чорний пішак · d4 білий пішак · h4 білий пішак · g3 білий пішак · f2 білий пішак · g1 білий король | g8 чорний король · f7 чорний пішак · g7 чорний пішак · e6 чорний пішак · a5 білий пішак · d5 чорний пішак · h5 чорний пішак · d4 білий пішак · h4 білий пішак · g3 білий пішак · f2 білий пішак · g1 білий король | g8 чорний король · f7 чорний пішак · g7 чорний пішак · e6 чорний пішак · a5 білий пішак · d5 чорний пішак · h5 чорний пішак · d4 білий пішак · h4 білий пішак · g3 білий пішак · f2 білий пішак · g1 білий король | g8 чорний король · f7 чорний пішак · g7 чорний пішак · e6 чорний пішак · a5 білий пішак · d5 чорний пішак · h5 чорний пішак · d4 білий пішак · h4 білий пішак · g3 білий пішак · f2 білий пішак · g1 білий король | g8 чорний король · f7 чорний пішак · g7 чорний пішак · e6 чорний пішак · a5 білий пішак · d5 чорний пішак · h5 чорний пішак · d4 білий пішак · h4 білий пішак · g3 білий пішак · f2 білий пішак · g1 білий король | g8 чорний король · f7 чорний пішак · g7 чорний пішак · e6 чорний пішак · a5 білий пішак · d5 чорний пішак · h5 чорний пішак · d4 білий пішак · h4 білий пішак · g3 білий пішак · f2 білий пішак · g1 білий король | g8 чорний король · f7 чорний пішак · g7 чорний пішак · e6 чорний пішак · a5 білий пішак · d5 чорний пішак · h5 чорний пішак · d4 білий пішак · h4 білий пішак · g3 білий пішак · f2 білий пішак · g1 білий король | g8 чорний король · f7 чорний пішак · g7 чорний пішак · e6 чорний пішак · a5 білий пішак · d5 чорний пішак · h5 чорний пішак · d4 білий пішак · h4 білий пішак · g3 білий пішак · f2 білий пішак · g1 білий король | 5 |
| 4 | g8 чорний король · f7 чорний пішак · g7 чорний пішак · e6 чорний пішак · a5 білий пішак · d5 чорний пішак · h5 чорний пішак · d4 білий пішак · h4 білий пішак · g3 білий пішак · f2 білий пішак · g1 білий король | g8 чорний король · f7 чорний пішак · g7 чорний пішак · e6 чорний пішак · a5 білий пішак · d5 чорний пішак · h5 чорний пішак · d4 білий пішак · h4 білий пішак · g3 білий пішак · f2 білий пішак · g1 білий король | g8 чорний король · f7 чорний пішак · g7 чорний пішак · e6 чорний пішак · a5 білий пішак · d5 чорний пішак · h5 чорний пішак · d4 білий пішак · h4 білий пішак · g3 білий пішак · f2 білий пішак · g1 білий король | g8 чорний король · f7 чорний пішак · g7 чорний пішак · e6 чорний пішак · a5 білий пішак · d5 чорний пішак · h5 чорний пішак · d4 білий пішак · h4 білий пішак · g3 білий пішак · f2 білий пішак · g1 білий король | g8 чорний король · f7 чорний пішак · g7 чорний пішак · e6 чорний пішак · a5 білий пішак · d5 чорний пішак · h5 чорний пішак · d4 білий пішак · h4 білий пішак · g3 білий пішак · f2 білий пішак · g1 білий король | g8 чорний король · f7 чорний пішак · g7 чорний пішак · e6 чорний пішак · a5 білий пішак · d5 чорний пішак · h5 чорний пішак · d4 білий пішак · h4 білий пішак · g3 білий пішак · f2 білий пішак · g1 білий король | g8 чорний король · f7 чорний пішак · g7 чорний пішак · e6 чорний пішак · a5 білий пішак · d5 чорний пішак · h5 чорний пішак · d4 білий пішак · h4 білий пішак · g3 білий пішак · f2 білий пішак · g1 білий король | g8 чорний король · f7 чорний пішак · g7 чорний пішак · e6 чорний пішак · a5 білий пішак · d5 чорний пішак · h5 чорний пішак · d4 білий пішак · h4 білий пішак · g3 білий пішак · f2 білий пішак · g1 білий король | 4 |
| 3 | g8 чорний король · f7 чорний пішак · g7 чорний пішак · e6 чорний пішак · a5 білий пішак · d5 чорний пішак · h5 чорний пішак · d4 білий пішак · h4 білий пішак · g3 білий пішак · f2 білий пішак · g1 білий король | g8 чорний король · f7 чорний пішак · g7 чорний пішак · e6 чорний пішак · a5 білий пішак · d5 чорний пішак · h5 чорний пішак · d4 білий пішак · h4 білий пішак · g3 білий пішак · f2 білий пішак · g1 білий король | g8 чорний король · f7 чорний пішак · g7 чорний пішак · e6 чорний пішак · a5 білий пішак · d5 чорний пішак · h5 чорний пішак · d4 білий пішак · h4 білий пішак · g3 білий пішак · f2 білий пішак · g1 білий король | g8 чорний король · f7 чорний пішак · g7 чорний пішак · e6 чорний пішак · a5 білий пішак · d5 чорний пішак · h5 чорний пішак · d4 білий пішак · h4 білий пішак · g3 білий пішак · f2 білий пішак · g1 білий король | g8 чорний король · f7 чорний пішак · g7 чорний пішак · e6 чорний пішак · a5 білий пішак · d5 чорний пішак · h5 чорний пішак · d4 білий пішак · h4 білий пішак · g3 білий пішак · f2 білий пішак · g1 білий король | g8 чорний король · f7 чорний пішак · g7 чорний пішак · e6 чорний пішак · a5 білий пішак · d5 чорний пішак · h5 чорний пішак · d4 білий пішак · h4 білий пішак · g3 білий пішак · f2 білий пішак · g1 білий король | g8 чорний король · f7 чорний пішак · g7 чорний пішак · e6 чорний пішак · a5 білий пішак · d5 чорний пішак · h5 чорний пішак · d4 білий пішак · h4 білий пішак · g3 білий пішак · f2 білий пішак · g1 білий король | g8 чорний король · f7 чорний пішак · g7 чорний пішак · e6 чорний пішак · a5 білий пішак · d5 чорний пішак · h5 чорний пішак · d4 білий пішак · h4 білий пішак · g3 білий пішак · f2 білий пішак · g1 білий король | 3 |
| 2 | g8 чорний король · f7 чорний пішак · g7 чорний пішак · e6 чорний пішак · a5 білий пішак · d5 чорний пішак · h5 чорний пішак · d4 білий пішак · h4 білий пішак · g3 білий пішак · f2 білий пішак · g1 білий король | g8 чорний король · f7 чорний пішак · g7 чорний пішак · e6 чорний пішак · a5 білий пішак · d5 чорний пішак · h5 чорний пішак · d4 білий пішак · h4 білий пішак · g3 білий пішак · f2 білий пішак · g1 білий король | g8 чорний король · f7 чорний пішак · g7 чорний пішак · e6 чорний пішак · a5 білий пішак · d5 чорний пішак · h5 чорний пішак · d4 білий пішак · h4 білий пішак · g3 білий пішак · f2 білий пішак · g1 білий король | g8 чорний король · f7 чорний пішак · g7 чорний пішак · e6 чорний пішак · a5 білий пішак · d5 чорний пішак · h5 чорний пішак · d4 білий пішак · h4 білий пішак · g3 білий пішак · f2 білий пішак · g1 білий король | g8 чорний король · f7 чорний пішак · g7 чорний пішак · e6 чорний пішак · a5 білий пішак · d5 чорний пішак · h5 чорний пішак · d4 білий пішак · h4 білий пішак · g3 білий пішак · f2 білий пішак · g1 білий король | g8 чорний король · f7 чорний пішак · g7 чорний пішак · e6 чорний пішак · a5 білий пішак · d5 чорний пішак · h5 чорний пішак · d4 білий пішак · h4 білий пішак · g3 білий пішак · f2 білий пішак · g1 білий король | g8 чорний король · f7 чорний пішак · g7 чорний пішак · e6 чорний пішак · a5 білий пішак · d5 чорний пішак · h5 чорний пішак · d4 білий пішак · h4 білий пішак · g3 білий пішак · f2 білий пішак · g1 білий король | g8 чорний король · f7 чорний пішак · g7 чорний пішак · e6 чорний пішак · a5 білий пішак · d5 чорний пішак · h5 чорний пішак · d4 білий пішак · h4 білий пішак · g3 білий пішак · f2 білий пішак · g1 білий король | 2 |
| 1 | g8 чорний король · f7 чорний пішак · g7 чорний пішак · e6 чорний пішак · a5 білий пішак · d5 чорний пішак · h5 чорний пішак · d4 білий пішак · h4 білий пішак · g3 білий пішак · f2 білий пішак · g1 білий король | g8 чорний король · f7 чорний пішак · g7 чорний пішак · e6 чорний пішак · a5 білий пішак · d5 чорний пішак · h5 чорний пішак · d4 білий пішак · h4 білий пішак · g3 білий пішак · f2 білий пішак · g1 білий король | g8 чорний король · f7 чорний пішак · g7 чорний пішак · e6 чорний пішак · a5 білий пішак · d5 чорний пішак · h5 чорний пішак · d4 білий пішак · h4 білий пішак · g3 білий пішак · f2 білий пішак · g1 білий король | g8 чорний король · f7 чорний пішак · g7 чорний пішак · e6 чорний пішак · a5 білий пішак · d5 чорний пішак · h5 чорний пішак · d4 білий пішак · h4 білий пішак · g3 білий пішак · f2 білий пішак · g1 білий король | g8 чорний король · f7 чорний пішак · g7 чорний пішак · e6 чорний пішак · a5 білий пішак · d5 чорний пішак · h5 чорний пішак · d4 білий пішак · h4 білий пішак · g3 білий пішак · f2 білий пішак · g1 білий король | g8 чорний король · f7 чорний пішак · g7 чорний пішак · e6 чорний пішак · a5 білий пішак · d5 чорний пішак · h5 чорний пішак · d4 білий пішак · h4 білий пішак · g3 білий пішак · f2 білий пішак · g1 білий король | g8 чорний король · f7 чорний пішак · g7 чорний пішак · e6 чорний пішак · a5 білий пішак · d5 чорний пішак · h5 чорний пішак · d4 білий пішак · h4 білий пішак · g3 білий пішак · f2 білий пішак · g1 білий король | g8 чорний король · f7 чорний пішак · g7 чорний пішак · e6 чорний пішак · a5 білий пішак · d5 чорний пішак · h5 чорний пішак · d4 білий пішак · h4 білий пішак · g3 білий пішак · f2 білий пішак · g1 білий король | 1 |
|   | a | b | c | d | e | f | g | h |   |

Кожна з фігур окрім короля має свою цінність відповідно до її сили. Король не підлягає оцінюванню, адже його атака означає програш партії. Загальноприйняті співвідношення цінності фігур:
| Фігура | Цінність |
| ------ | -------- |
| Пішак  | 1        |
| Кінь   | 3        |
| Слон   | 3        |
| Тура   | 5        |
| Ферзь  | 9        |

Співвідношення цінності фігур слід враховувати при їх розміні. Якщо розмін відбувається між фігурами, що мають однакову цінність, то такий розмін називається рівноцінним. Якщо за фігуру суперника віддається менш цінна, то розмін називається вигідним. Якщо віддається цінніша фігура за фігуру суперника, то такий розмін називається жертвою.
Однак цінність фігур може змінюватись відповідно до ситуації на шахівниці. Наприклад, цінність пішака, що близький до перетворення, є більшою, ніж 1 очко.

## Дизайн

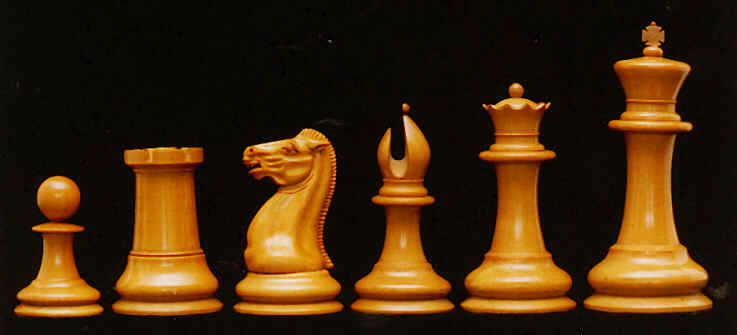
Стаунтонівські шахи. Зліва направо пішак, тура, кінь, слон, ферзь та король

Відколи шахи потрапили до ісламських країн, для позначення фігур використовували геометричні фігури: циліндри, конуси тощо, оскільки за канонами ісламу заборонялося зображувати живі створіння. Шахові фігури виготовлялися з обпаленої глини, що сприяло їх розповсюдженню серед простого народу.
З появленням шахів у Європі відновлюється й зображення шахових фігур. Спеціально до міжнародного турніру, що мав відбутися в Лондоні в 1851 році Натаніель Кук розробив новий дизайн шахів. Новий шаховий комлект дістав ім'я шахів Стаунтона на честь відомого шахіста Говарда Стаунтона. Новий дизайн шахових фігур було запатентовано 1 березня 1849 року, а з 29 вересня фірма «Джон Жаке та сини» розпочала випуск стаунтонівських шахів. До створення єдиного дизайну в різних країнах були поширені різні типи шахових фігур: в Англії використовували шахи типу «Барлікорн», в Німеччині — типу «Селенус», у Франції та Росії — шахи «Режанс».
Стаунтонівські шахи є стандартним шаховим комплектом, який використовують на офіційних змаганнях.